# 長春橋駅
座標: 北緯39度57分37秒 東経116度17分36秒 / 北緯39.960389度 東経116.293232度
長春橋駅（ちょうしゅんきょうえき）は、北京市海淀区に位置する北京地下鉄10号線、北京地下鉄12号線の駅である。

## 駅構造
島式ホーム1面2線を有する地下駅。

## 歴史
- 2012年12月30日 - 10号線が開業。
- 2024年12月15日 - 12号線が開業。

## 隣の駅
北京地下鉄
■10号線
車道溝駅 - 長春橋駅 - 火器営駅
■12号線
藍靛廠駅 - 長春橋駅 - 蘇州橋駅